# 社会三功能假说
社会三功能假设（Trifunctional hypothesis）指针对史前的原始印欧社会设想的一种三重观念体系（法兰西语：idéologie tripartite）以反映三种阶级或排他性社会阶层的存在，即祭司、战士和平民（农民或商人），分别对应于圣礼、军事和经济的三种功能。三功能假设主要与法兰西神话作家喬治·杜梅吉爾有关，后者于西元1929年在《祭司婆罗门》（Flamen Brahman）一书和后来的《密特拉·伐楼那》（Mitra Varuna）一书中提出了三功能假设。

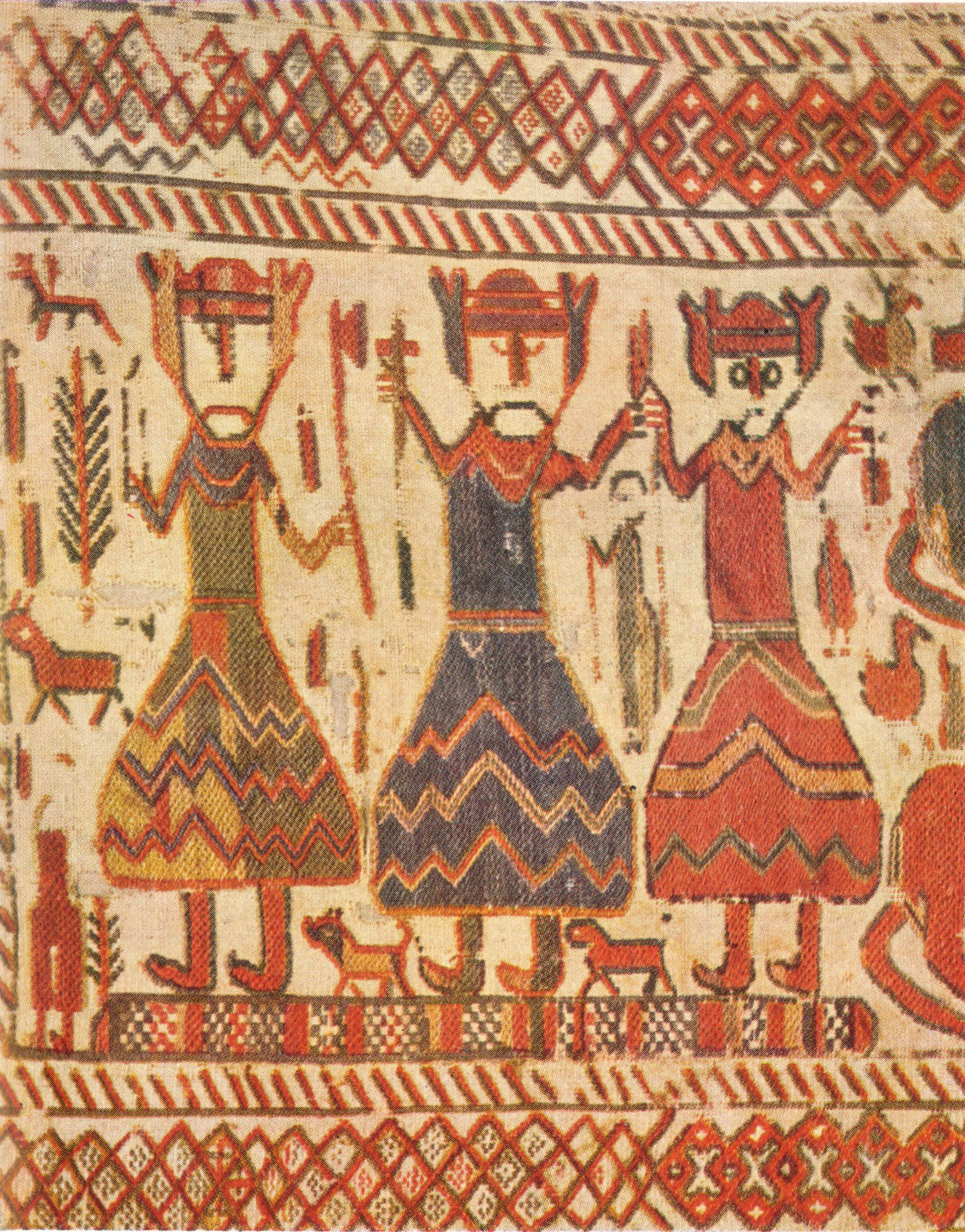
西元12世纪的一幅瑞典挂毯中的这一部分被解释为从左到右展现了独眼的奥丁，持有锤子的托尔和举起小麦的弗雷。泰耶·莱恩（ Terje Leiren）认为这种分组与三功能分类密切相关。

## 三种分类
根据迪梅齐（西元1898年-西元1986年）提出的说法，原始印欧社会由三个主要群体组成，对应于三个不同的功能：

统治权分为两个不同和互补的子部分：

一个是正式的、合法的、带有祭司色彩但是属于世俗的；

另一个是强大的，不可预测的，也带有祭司色彩，但根植于超自然世界。

军事：与武力、军人和战争有关。

生产：畜牧业、农业和手工艺品；受上述两者统治。

教士，骑士和贫农的典型形象分别代表审慎，坚韧和节制的美德。 在古典古代和基督教世界中，谨慎和坚韧被视为管理社会应具备的主要美德。

## 假说建构
南部俄罗斯：贝尔纳德·谢尔盖（Bernard Sergent）将印欧语系与俄罗斯南部的某些考古文化联系起来，并根据三功能假设从而重构一种印欧宗教。
早期日耳曼社会：早期日耳曼社会中对国王、贵族和普通自由人进行的假定分类。

诺斯神话：奥丁（统治权），提尔（Týr，法律和正义），瓦尼尔（Vanir，生育）。奥丁被诠释为死亡之神并与火葬有关，也与狂喜行为（ecstatic practices）有关
古典希腊：理想社会中的三个分类，如柏拉图的《理想国》中借苏格拉底之口所描述的哲人王、战士与生产者。贝尔纳德·谢尔盖研究了希腊史诗、抒情诗和戏剧诗中的三功能假设。
印度：三种姓——婆罗门：祭司；刹帝利：战士和军队；以及吠舍：农作者，牲口饲养者和贸易者。首陀罗是印度的第四种姓，是堕民或农奴。西元2001年的一项研究发现，印度人和欧罗巴人的遗传关系与种姓等级成正比，上层种姓与欧罗巴人最相似，下层种姓更像亚洲人。研究人员认为，印欧语系的人从西北部进入印度，与原始达罗毗荼语系的人混合或将之取代，并且可能已经建立了一个种姓制度，印欧人自己主要是在更高的种姓中。

## 回应
该假设的支持者包括埃米尔·邦弗尼斯特、贝尔纳德·谢尔盖和雅罗斯拉瓦·莱贝丁斯基y等学者，他们总结说“基本思想似乎以令人信服的方式得到证实”。
一些神话研究者，人类学家和历史学家如米尔恰·伊利亚德、克勞德·李維-史陀、馬歇爾·薩林斯、罗德尼·尼达姆（Rodney Needham）、让-皮埃尔·韦尔南和乔治·杜比将这一假设置于印欧研究领域之外。
另一方面，艾伦得出结论认为，三重分类可能是一种人造理论，一种选择效应，而不是社会本身所使用的组织原则。 本杰明·温·福特森（Benjamin W. Fortson）报告认为迪梅齐模糊了三个功能之间的界限，他给出的例子往往具有矛盾的特征，导致批评者拒绝承认他的类别存在。 约翰·布拉夫（John Brough）推测，社会分离在印欧语系之外也是常见的，因此这一假设在阐明史前印欧社会方面的作用有限。克里斯蒂亚诺·格罗塔内利（Cristiano Grottanelli）表示，尽管在现代和中世纪的背景下可以看到迪梅齐设想的三功能主义，但它对早期文化的投映推测是错误的。[20]贝利耶则提出严重批评。
历史学家卡洛·金茨堡（Carlo Ginzburg），阿纳尔多·莫米利亚诺（Arnaldo Momigliano）和布鲁斯·林肯（Bruce Lincoln）批评这一假设是基于迪梅齐对政治权利的同情。 居伊·施特劳穆萨（Guy Stroumsa）认为这些批评毫无根据。